# Douglas C-124 Globemaster II
Il Douglas C-124 Globemaster II soprannominato "Old Shakey" (in inglese "vecchio traballante"), era un aereo da trasporto pesante militare costruito dalla Douglas Aircraft Company di Long Beach in California.
In dotazione allo Strategic Air Command (SAC) della United States Air Force in 50 esemplari, operò dal 1950 al 1962 equipaggiando quattro gruppi volo denominati 1st, 2nd, 3rd e 4th Strategic Support Squadrons. Il compito primario di questi reparti era il trasporto di armi nucleari tra le basi aeree e assicurare supporto per il trasporto di personale e materiali durante le esercitazioni e i rischieramenti all'estero.

## Sviluppo
Il C-124 soddisfece la richiesta dell'USAF di un aereo da trasporto pesante
strategico. Basato sul Douglas C-74 Globemaster, del quale conservava coda, ali e motori, grazie alla profonda carlinga a due ponti poteva portare fino a 200 soldati completamente equipaggiati, 123 lettighe oltre agli assistenti o fino a 33565 kg di merci. Il primo volo di un prototipo, costruito sulla base del C-74, avvenne il 27 novembre 1949. Il C-124 equipaggiò i principali comandi dell'USAF durante gli anni cinquanta e sessanta. In Indocina i C-124 trasportarono truppe e rifornimenti per sostenere lo sforzo francese nel 1954-55. In Vietnam il Globemaster si dimostrò fondamentale come unico aereo capace di trasportare grandi veicoli da combattimento ed equipaggiamenti di grande mole prima dell'entrata in servizio del Lockheed C-5 Galaxy.

## Servizio
Le prime consegne dei 448 esemplari iniziarono nel Maggio 1950. Il C-124 operò nella Guerra di Corea e venne inoltre usato per effettuare operazioni di rifornimento durante l'Operazione Deep Freeze in Antartide. Dal 1959 al 1961 trasportarono i missili Thor in Inghilterra e durante la Guerra del Vietnam fecero voli dagli Stati Uniti al Vietnam. Fino all'arrivo del Lockheed C-5 Galaxy il C-124 e il C-133 Cargomaster furono gli unici velivoli dell'USAF per il trasporto di carichi pesanti.
Il SAC fu il primo utilizzatore del C-124 dal 1950 fino al 1962, schierandolo in 4 Squadroni. Il compito primario era il trasporto di armi nucleari tra le basi e fare da ponte aereo per il personale del SAC e l'equipaggiamento durante esercitazioni e schieramenti oltremare.
Il MATS fu l'utilizzatore primario del C-124 fino alla sua rinomina in MAC. Dopo alcuni anni dalla fondazione del MAC, gli ultimi esemplari vennero trasferiti all' Air Force Reserve a all'' Air National Guard. Il primo squadrone a ricevere il C-124, il 165th Airlift Wing della Georgia Air National Guard, fu anche l'ultimo a ritirarlo dal servizio, nel Settembre del 1974.

## Versioni
YC-124
-Prototipo, costruito sulla base di un C-74, mosso da 4 motori Pratt & Whitney R-4360-39 da 3500 CV ognuno.
YC-124A
-Il prototipo YC-124 rimotorizzato con 4 Pratt & Whitney R-4360-35A da 3800 CV.
C-124A
-Versione con motori stellari, costruito in 204 esemplari consegnati a partire dal Maggio 1950.
C-124C-Versione più potente, con maggior carburante, radar meteorologico AN/APS-42 e riscaldatori a combustione alle estremità alari,244 esemplari costruiti.
YC-124B-Prototipo per una versione proposta e poi respinta per un'aerocisterna con propulsori a turboelica Pratt & Whitney YT34-P-6, inizialmente designato C-127.